# NGC 6115
NGC 6115 est un amas ouvert situé dans la constellation de la Règle. Il a été découvert par l'astronome écossais James Dunlop en 1834.
Selon la classification des amas ouverts de Robert Trumpler, cet amas renferme  moins de 50 étoiles (lettre p) dont la concentration est forte (I) et dont les magnitudes se répartissent sur un intervalle moyen (le chiffre 2). La base de données WEBDA ne contient aucune information au sujet de cet amas.

## Observation
Avec une magnitude visuelle de 9,8, on peut observer aisément avec des jumelles dont l'ouverture est d'au moins 80 mm ou avec un petit télescope.

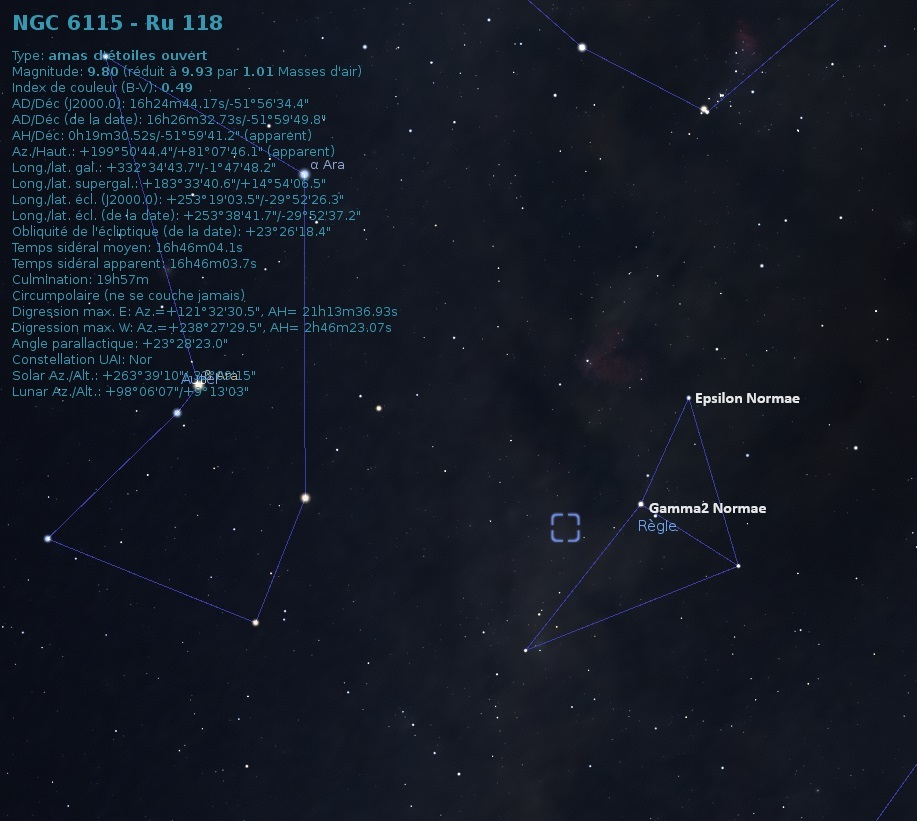
Localisation de NGC 6115 dans la constellation de la Règle. (Stellarium)

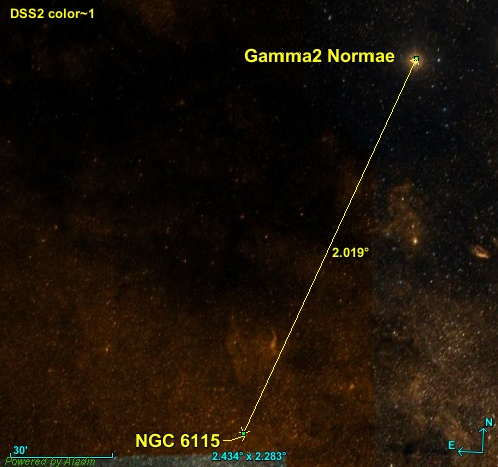
Position de NGC 6115 par rapport à une étoile.

NGC 6115 est situé à environ 2,0 degrés au sud-est de l'étoile Gamma2 Normae.

## Caractéristiques

### Distance, taille et vitesse
La parallaxe moyenne des étoiles de l'amas a été obtenue des mesures effectuées par le satellite Gaia. Quatre valeurs différentes publiées dans de récents articles (2020 à 2021) sont indiquées sur la base de données Simbad : 0,330 ± 0,037 mas, 0,285 ± 0,107 mas, 0,295 6 ± 0,032 5 mas et 0,300 ± 0,044 mas. La moyenne de ces valeurs et de leur incertitude est égale à 0,302 7 ± 0,055 1, ce qui correspond à une distance de 3 304 +796
−509 pc.
La taille apparente de l'amas est de 3,4′ ce qui, compte tenu de la distance comprise de 2 228 pc et 2 658 pc, et grâce à un calcul simple, équivaut à une taille réelle de 10,7 +1,6
−2,4 pc.
Aucune valeur de la vitesse radiale moyenne de l'amas n'est indiquée sur la base de données Simbad.

### Métallicité
Simbad rapporte une seule valeur de la métallicité, soit 0,386. Selon cette valeur, le pourcentage d'éléments lourds (plus lourd que l'hydrogène et l'hélium) de cet amas est de 243% (100,386) de celui du Soleil.

### Âge
Aucune des sources consultées ne mentionne l'âge de cet amas, mais selon sa métallicité, il doit être très jeune.

## Étoiles
Simbad montre aussi un bouton nommé Children. En cliquant sur ce bouton, on atteint une section de cette base de données qui renferme un tableau contenant 61 entrées pour NGC 6115. Cependant, des étoiles (les Children) peuvent apparaître plusieurs fois dans la deuxième colonne du tableau, d'où le nombre de liens bibliographiques qui est supérieure au nombre d'étoiles. La quatrième colonne de ce tableau indique la probabilité que l'étoile appartienne à l'amas. En cliquant sur le titre de cette colonne, on peut classer la probabilité par ordre croissant ou décroissant. En cliquant sur la désignation de l'étoile, on atteint la page de Simbad qui résume ses propriétés.